# Rafael Lewandowski
Pour les articles homonymes, voir Lewandowski.
Rafael Lewandowski, est un réalisateur polonais et français, né le 22 octobre 1969 à Reims.

## Biographie
Rafael Lewandowski est né d’une mère française et d’un père polonais. Adolescent, il a réalisé des films amateurs en super 8, puis il s’est orienté vers des études de cinéma tout en devenant assistant sur de nombreux tournages. De 1991 à 1996, il a été étudiant à La Femis, dont il est diplômé en Réalisation de la 6ème Promotion.
Juste après ses études, Rafael Lewandowski a recueilli pour les archives de l’histoire audiovisuelle des survivants de la Shoah (Shoah Fondation créée 1994 par Steven Spielberg) une centaine de témoignages d’anciens déportés, de résistants et d’enfants cachés pendant la guerre.
Après avoir écrit et mis en scène des courts métrages de fiction, il s’est orienté vers un cinéma documentaire qui traite essentiellement du rapport de l’individu à la mémoire et à l’histoire. Son film de fin d’étude, Cela (Tsèla) (1995), a été tourné à Varsovie en 1996. Il raconte un amour impossible entre une Polonaise et un Français pendant la seconde guerre mondiale. Finalisé en 1998, Une ombre dans les yeux (1999) est un portrait du célèbre chef décorateur de cinéma Willy Holt qui, déporté à Auschwitz, n’a témoigné de son expérience concentrationnaire qu’après cinquante années de silence. Consacré à la médiatisation du procès Papon, Audiences (2000) a été tourné au cours de cet événement exceptionnel de l’histoire contemporaine française. Réalisé en 2005 à l'occasion des 25 ans de Solidarité, Enfants de Solidarnosc (2006) dresse le portrait de quatre enfants d'anciens militants de ce mouvement syndical qui ébranla le système communiste à l'est de l'Europe. Bye, Bye Dublin !  (2010) en constitue le prolongement. Le diptyque documentaire Minkowski | Saga (2013) et À une certaine distance de l’orchestre (2017) est consacré aux destinées tourmentées de grandes familles originaires de Pologne au cours du XXème Siècle. Herbert. Un barbare dans le jardin raconte l’histoire émouvante du légendaire poète « national » polonais Zbigniew Herbert. Enfin, la série de 6 épisodes En guerre(s) pour l’Algérie revient à travers les témoignages de celles et de ceux qui l’ont vécu au quotidien, sur un conflit qui a marqué la France et le monde d’après 1945. nsurgées (Les résistantes du Ghetto de Varsovie) (2023) retrace le parcours en parallèle de deux femmes juives exceptionnelles qui se sont opposées aux Nazis dans la Pologne occupée ; l’une avec les armes - Cywia Lubetkin ; l’autre avec les mots - Rachela Auerbach.
Fils d’un artiste peintre, Rafael Lewandowski a d’autre part consacré une partie de son travail de cinéaste à la création artistique : Dans l’ombre de Don Giovanni (2003), De l’autre côté de la toile (2005), L’art du silence (2009). Citons également des sujets de commandes pour La Cinquième (émission d’Anne Andreu Absolument cinéma) et ARTE (programme Visages d'Europe).
Ses films documentaires ont été sélectionnés et primés dans de nombreux festivals à travers le monde (parmi lesquels Cinéma du Réel, New documentaries - MOMA, Traces de Vies, Entrevues, Amascultura, Festival du Film Juif de Varsovie, Doc Review, One World…) et ils ont été diffusés à maintes reprises à la télévision (France 2, Planète, La Cinquième, ARTE, Canal + Pologne, TVP, RTBF, RAI, TSR, Télévision Israélienne, Histoire…).
En 2010, Rafael Lewandowski a réalisé son premier long métrage de fiction ; La Dette (titre original : Kret - international : The Mole). Sorti avec beaucoup d’écho en Pologne en 2011, il a été distribué dans les salles de cinéma en France un an plus tard. Ce film a reçu, entre autres, le Prix d’Interprétation Masculine au 35ème Festival International des Films du Monde de Montréal, ainsi que le Prix de la Presse et celui du Public au Festival du Film d’Arras.
Depuis 1995, Rafael Lewandowski est régulièrement intervenant réalisateur dans le cadre d’ateliers pédagogiques (pour La fémis, le Ministère des Affaires Etrangères, l’AFDAS, les Ateliers Varan, l’APCVL, la Cinémathèque Française, l’Institut Culturel Français de Tunis, l'ALBA de Beyrouth et l'École Supérieure de Télévision de Lillehammer en Norvège, l’Université de Varsovie).
Il est également expert du PISF - Polish Film Institute, du Mazovia Film Fund et de Silesia Film (fonds d’aide au cinéma de la région de Silésie). Président ou membre du jury de nombreux festivals (II Festival du Film Juif de Varsovie, Festival des Films de l'Ecole de Lodz 2012, Concours des courts métrages du Festival des Films Polonais de Gdynia 2013, Académie "Off" du Jeune Cinéma polonais 2013…), il a été directeur artistique du festival international de courts métrages francophones FrankoFilm en Zielona Góra de 2015 à 2020.
En 2007, Rafael Lewandowski a créé une société de production indépendante et basée à Varsovie, Vertigo. En partenariat avec la productrice Małgorzata Brzeczkowska, il développe des projets de coproduction entre la France et la Pologne. Dans le cadre de cette activité, deux longs métrages documentaires sont en cours de post-production : Tout de moi ne disparaîtra pas (2022) écrit et réalisé par Joanna Grudzinska ainsi que 1945, les enfants du chaos (2022) d’Agnes Pizzini et Julien Johan.
Rafael Lewandowski a été lauréat en 2011 du prestigieux Paszport Polityki (prix annuel du monde des arts en Pologne), puis honoré en 2015 du titre de chevalier des Arts et des Lettres par le Ministère français de la culture. Il est membre de la Guilde des Cinéastes Polonais et des Académies Polonaise et Européenne du Cinéma. Il vit actuellement à Varsovie, tout en travaillant régulièrement en France, où il développe un projet de série de fiction intitulé Les Indomptables.

## Filmographie partielle
- 1993 : Shirley (documentaire)
- 1996 : Cela (documentaire)
- 1998 : Une ombre dans les yeux[3] (documentaire)
- 2000 : Audiences : Des journalistes au procès Papon[4] (documentaire)
- 2003 : Dans l'ombre de Don Giovanni (documentaire)
- 2006 : Enfants de Solidarność (documentaire)
- 2008 : L'Art du silence (documentaire)
- 2010 : Bye, Bye Dublin! (documentaire)
- 2011 : La Dette (fiction)
- 2013 : Minkowski | Saga (documentaire)
- 2017 : À une certaine distance de l'orchestre (documentaire)
- 2021 : Herbert. Un barbare dans le jardin (documentaire)
- 2022 : En guerre(s) pour l’Algérie (série documentaire)
- 2023 : Insurgées ! (Les résistantes du ghetto de Varsovie) (documentaire)

## Distinctions

### Récompense
- Passeport Polityka du cinéma en 2011, pour le film La Dette

### Décoration
- Chevalier de l'ordre des Arts et des Lettres en 2015[5].